# Faro di Capo Spartivento (Calabria)
Il faro di Capo Spartivento, a Palizzi, in località Capo Spartivento, è costituito da una torre bianca quadrangolare su edificio a un piano, costruita nel 1867 e rinnovata nel 1910. Il faro è situato su una collinetta alta 64 m s.l.m.; lanterna ad ottica visibile per 22 miglia nautiche.

## Gestione
Il faro è completamente controllato e gestito della Reggenza fari di punta Capo dell'Armi.